# Bay Temor
Bay Temor é uma cidade do Afeganistão, localizada na província de Balkh.